# بريان مايانجا
بريان مايانجا (بالإنجليزية: Brian Mayanja)‏ (مواليد 25 يناير 1983) هو ملاكم أوغندي، مثّل بلاده في الألعاب الأولمبية الصيفية 2004.

## روابط خارجية
بريان مايانجا على موقع أوليمبيديا (الإنجليزية)